# Лось-Лосев, Юзеф Доминикович
Юзеф Доминикович Лось-Лосев (1897, Гатчина, Санкт-Петербургская губерния — 3 декабря 1937, Ленинград) — лётчик, планерист, авиаконструктор, начальник учебной части Выборгского Осоавиахима, чемпион СССР по планерному спорту, подполковник ВВС РККА, прототип героя романа Алексея Толстого «Аэлита».

## Биография
Юзеф Лось-Лосев родился в 1897 году в городе Гатчина под Санкт-Петербургом. С 9 лет увлекся авиацией, в домашней мастерской строил свои первые планеры. Окончил 6 классов Гатчинской гимназии и в 1916 году Теоретические авиационные курсы при Петроградском политехническом институте по классу авиамотористов. Во время первой Мировой войны служил авиатехником в 5-м Авиапарке.. Именно там с ним и познакомился писатель Алексей Николаевич Толстой, работавший в то время военным корреспондентом газеты "Русские ведомости". Впоследствии, Юзеф Лось-Лосев стал прообразом главного героя - инженера Лосева - в романе А. Толстого "Аэлита".
В Гражданскую войну Ю. Лось-Лосев в Красной Армии - летчик 7-го воздухоплавательного отряда на Восточном фронте. С 1918 года - член РКП(б). После Гражданской войны преподаватель 1-й школы авиационных техников им. Ворошилова. В 20-30 годы месте с братом Леонидом продолжал заниматься конструированием планеров, полетами на них и обучением начинающих авиаторов. В 1934 году журнал "Самолет" писал,что "братья Лось-Лосевы буквально выпестовали ленинградский планеризм". В 1930 году команда Ленинградских планеристов (под руководством Ю. Лось-Лосева) на VII Всесоюзных соревнованиях в Коктебеле в Крыму одержала блестящую победу. Среди участников соревнований был и молодой инженер Сергей Павлович Королев. После победы на первенстве СССР Ю. Д. Лось-Лосев был назначен в Ленинградский Областной Совет Осоавиахима, где занял должность начальника планерной школы. Под его руководством были построены рекордные по тем временам планеры "Город Ленина" и "Стандарт". В параде в честь Дня воздушного флота в небе над Красной площадью пролетели шесть планеров конструктора Лось-Лосева. В 1930 годы Ю.Д. Лось-Лосев был приглашен на работу в первое в СССР КБ по разработке ракетных двигателей, где вновь встретился с С.П.Королевым. Последнее место службы подполковника ВВС РККА Юзефа Доминиковича Лось-Лосева - начальник учебной части Выборгского районного аэроклуба Осоавиахима в Ленинграда.
22.06.1937 года авиаконструктор, летчик, подполковник ВВС РККА Ю. Д. Лось-Лосев арестован по обвинению в контр-революционной вредительской деятельности. Пост. 58-7,8,11 3.12.1937 г. приговорен к расстрелу. В тот же день приговор приведен в исполнение (описано со слов дочери).
Полностью реабилитирован 11 марта 1958 года.